# Freshwater (rivière)
Pour les articles homonymes, voir Freshwater.
Le fleuve  Freshwater  (en anglais : Freshwater River ) est le plus long des cours d’eau de l’Île Stewart/Rakiura, qui est la troisième plus large des îles de la Nouvelle-Zélande.

## Géographie
Elle prend naissance près du coin nord-ouest de l’île , duquel elle est séparée par une crête. Elle s’écoule vers le sud-est à travers les Ruggedy Flat sur 25 km avant d’atteindre le golfe de Paterson sur la côte est de la partie centrale de l’île.
La rivière Freshwater est la plus longue rivière de Nouvelle-Zélande a ne pas être localisée sur une des deux îles principales du pays.
Le bassin de drainage de la rivière couvre l’essentiel de la partie Nord de l’île, formant une zone marécageuse qui couvre environ 150 km2 (soit pratiquement le dixième de la surface totale de l’île).
Un chemin de randonnée s’allonge le long de la partie inférieure du cours de la rivière